# Edward C. Little

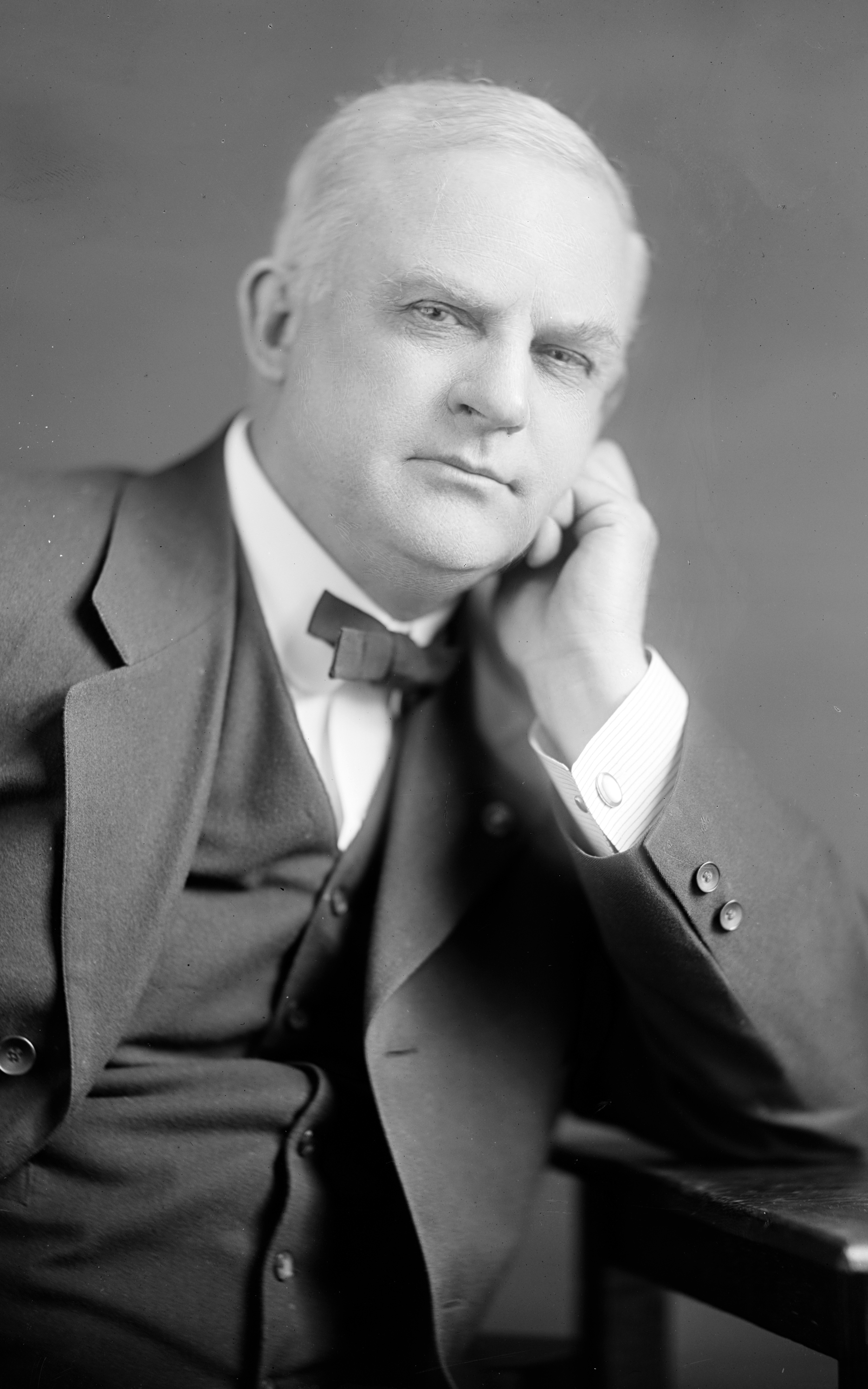
Edward C. Little

Edward Campbell Little (* 14. Dezember 1858 in Newark, Ohio; † 27. Juni 1924 in Washington, D.C.) war ein US-amerikanischer Politiker. Zwischen 1917 und 1924 vertrat er den zweiten Wahlbezirk des Bundesstaates Kansas im US-Repräsentantenhaus.

## Werdegang
Im Jahr 1866 kam Edward Little mit seinen Eltern nach Olathe in Kansas. Er besuchte die öffentlichen Schulen in Abilene und studierte anschließend bis 1883 an der University of Kansas in Lawrence. Danach arbeitete er einige Zeit für die Eisenbahngesellschaft Santa Fe Railroad. Nach einem Jurastudium und seiner im Jahr 1886 erfolgten Zulassung als Rechtsanwalt begann er in Lawrence in seinem neuen Beruf zu arbeiten.
Little war Mitglied der Republikanischen Partei. Im Jahr 1888 leitete er deren regionalen Parteitag in Kansas; 1892 war er Delegierter zur Republican National Convention in Minneapolis. 1889 wurde er Anwalt der Stadt Ness City, zwischen 1890 und 1892 war er Bezirksstaatsanwalt im Dickinson County. Zwischen 1892 und 1893 war er im diplomatischen Dienst der Bundesregierung und vertrat die Vereinigten Staaten als Gesandter in Ägypten. 1897 war er Privatsekretär von Gouverneur John W. Leedy. Im selben Jahr bewarb er sich erfolglos um einen Sitz im US-Senat. Während des Spanisch-Amerikanischen Krieges von 1898 war er Oberstleutnant einer Freiwilligeneinheit aus Kansas. Für seine militärischen Leistungen während dieses Krieges erhielt er unter anderem eine Verdienstmedaille des Kongresses. Ab 1908 lebte Edward Little in Kansas City (Kansas).
Bei den Kongresswahlen des Jahres 1916 wurde er im zweiten Distrikt von Kansas in das US-Repräsentantenhaus gewählt. Dort trat er am 4. März 1917 die Nachfolge des Demokraten Joseph Taggart an. Nachdem er auch die drei folgenden Wahlen gewonnen hatte, konnte er bis zu seinem Tod am 27. Juni 1924 im Kongress verbleiben. Ab 1919 war er Vorsitzender des Ausschusses, der sich mit der Revision der Gesetzgebung befasste. Der mit Edna Margaret Steele (1874–1943) verheiratete Politiker wurde in Abilene beigesetzt.